# Костадин Костадинов (політик)
Костадин Тодоров Костадинов (болг. Костадин Todorov Костадинов; нар. 1 квітня 1979, Варна) — болгарський політик, історик, юрист і етнограф, засновник і голова партії «Відродження». Має прізвисько Копійкин через фінансування його діяльності Росією. 2023 року потрапив до списку «ворогів України» Центру «Миротворець».

## Біографія
Народився 1 квітня 1979 року в місті Варна, в сім'ї робітників — батько працював зварювальником на корабельні, мама — прибиральницею. Виріс у Владиславівському районі. Закінчив 5-ту середню школу, 2002 року здобув ступінь магістра балканістики та 2011 року права у Великотирнівському університеті.
2017 року захистив докторську дисертацію з етнографії в Інституті етнології та фольклористики Болгарської академії наук на тему «Русини у Центральній Європі — історія та сучасність». У дослідженні представив історію та сьогодення русинів, європейського народу без держави, яких вважає частиною російського народу, і водночас розглядав формування української нації у СРСР, яке, на його думку, відбувалося на політичній основі.

## Наукова діяльність, фільми та книги
У 2012—2013 роках був автором та ведучим телепрограми «За болгарський народ», 2015 року вів програму «Болгарська слава». У 2013—2017 роках обіймав посаду директора регіонального історичного музею в Добричі.
Займається проблемами болгарської діаспори в Молдові, Україні, Греції, Румунії, Сербії, Північній Македонії, Албанії й інших країнах. Автор кількох книг і документальних фільмів. 2004 року зняв авторський документальний фільм про болгар в Албанії, а 2005 року — серію документальних фільмів «Ми один народ» про болгар за межами нинішніх кордонів Болгарії. Автор документального фільму 2009 року «Забута земля», присвяченого болгарам у Північній Добруджі. 2011 року випустив фільм і книгу «Третя національна катастрофа» про демографічну кризу в Болгарії.
2015 року написав «Підручник краєзнавства» для дітей 1 — 4 класів, який став дуже популярним (відповідно до його особистого блогу та даних про завантаження підручника з сайту, понад як 500 тисяч разів). За його словами, в офіційному підручнику постійно підкреслюється етнічна різноманітність Болгарії, тоді як болгарський етнос недооцінюється й уникає його згадування. 2017 року вийшла його книга «Путівник староболгарськими землями», в якій детально описано 100 об'єктів болгарської культурно-історичної спадщини, які залишилися «на болгарських землях, захоплених сусідами Болгарії — Сербією, Косово, Албанією, Північною Македонією, Грецією, Туреччиною».
2017 року організував видання книги Якоба Фальмераєра «Про походження сучасних греків» і перевидання «Хронік Монемвасії», які відстоюють тезу про давнє зникнення стародавніх греків та пізнішу появу сучасних греків, які не мають прямого зв'язку зі стародавніми.
Є ініціатором й одним з творців фільму «Мовчазна історія», присвяченого депортації таврських болгар, що ілюструє їхню вимушену еміграцію 1945 року до Радянського Союзу (у 1943—1944 роках, рятуючись від жахів Другої світової війни, вони прибули до Болгарії, але змушені були залишити її з волі комуністичної влади).
Автор «Короткого довідника з македонського питання», опублікованого 2021 року. Книга є докладним історичним, філологічним й етнологічним довідником по Македонії.

## Політика
Був членом партії ВМРВ-БНР з 1997 року, входив до складу Національного виконавчого комітету партії у 2007—2012 роках і був регіональним координатором ВМРВ по Варненській, Шуменській та Добричківській областях у 2002—2009 роках. На позачерговому з'їзді ВМРВ-БНР, що відбувся 17-18 жовтня 2009 року, обраний заступником голови ВМРВ-БНР (обіймав посаду до наступного з'їзду, що відбувся 27 жовтня 2012 року). Вийшов з ВМРО на початку 2013 року через розбіжності у поглядах з керівництвом партії та головою партії Красимиром Каракачановим. У 2013—2014 роках був членом націоналістичного Національного фронту за порятунок Болгарії.

У 2011—2021 роках (два з половиною терміни) був муніципальним радником Варни. Член парламенту після листопадових виборів 2021 року (47-ме скликання Народних зборів).У серпні 2014 року на конференції у Плиску заснував правонаціоналізальну та правопопулістську політичну партію «Відродження» і був обраний головою партії. Партія одразу зайняла жорстку опозиційну позицію до уряду Бойка Борисова. Костадинов став знаним своїми антизахідними, євроскептичними та проросійськими заявами.
Болгарія не має і ніколи не мала більших національних ворогів, ніж ті, які за останні майже 30 років вигнали або вбили з нашого народу майже 2 мільйони людей, перетворили нас на країну третього світу і звели нашу колись сильну і могутню країну до скромної американської колонії.
Приблизно 2018 року отримав у політичних супротивників прізвисько «Костя Копійкин», що натякає на фінансову підтримку Росією.
2019 року балотувався на посаду кмета (мера) Варни та у першому турі місцевих виборів посів друге місце з 14,3 % голосів, вийшовши у другий тур з чинним мером Іваном Портним. У другому турі отримав 35,99 %.
На президентських виборах 2021 року, балотуючись з адвокатом Еленою Гунчовою (на посаду віцепрезидента), отримав 2,97 % голосів. Починаючи з листопадових парламентських виборів 2021 року (партія отримала 4,9 % голосів та 13 місць) очолює парламентську фракцію партії «Відродження». На виборах у жовтні 2022 року партія отримала 9,8 % та 27 місць, на виборах у квітні 2023 року — 13,6 % та 37 місць, на виборах у червні 2024 року — 14,16 % та 38 місць.
У Народних зборах 48-го скликання очолював комісію з політики щодо болгар за кордоном та був членом комісії з культури та ЗМІ.
Вважається русофілом, антиамериканістом і євроскептиком з антиіммігрантськими й антинатовськими поглядами. У березні 2022 року отримав 10-річну заборону на в'їзд в Україну, що пояснювалося стійкою проросійською спрямованістю його партії. Наприкінці липня 2023 року включений до списку «ворогів України» Центром «Миротворець» й оголошений агентом російського впливу в Болгарії.
У зв'язку з кампанією захисту прав одностатевих пар наприкінці 2018 року в деяких містах країни було встановлено рекламні щити із зображеннями одностатевих пар із написом: «Все в порядку. Це просто кохання». Вони викликали різку суспільну реакцію, зазнали вандалізму і згодом їх зняли. У відповідь партія «Відродження» встановила в тих же місцях контррекламні щити, витримані на кшталт попередніх, але зображують сім'ю з трьома дітьми з написом «Все гаразд. Це нормальна сім'я». Їхня поява викликала негативну реакцію та протести прихильників ЛГБТ.

## Особисте життя
2003 року одружився з Веліною, яка родом з Кубрата. Вони виховували сина та дочку. 2018 року пара розлучилася. Повідомлялося, що навесні 2022 року вони возз'єдналися.